# ウィリアム・ゴードン (第2代アバディーン伯爵)
第2代アバディーン伯爵ウィリアム・ゴードン（英語: William Gordon, 2nd Earl of Aberdeen、1679年12月22日（洗礼日） – 1745年3月30日）は、イギリスの貴族、政治家。1704年頃から1720年までハッドー卿の儀礼称号を使用した。トーリー党の一員で穏健派ジャコバイトだった。

## 生涯
初代アバディーン伯爵ジョージ・ゴードンとアン・ロックハート（Anne Lockhart、1707年7月19日埋葬、ジョージ・ロックハートの長女）の四男として生まれ、1679年12月22日に洗礼を受けた。
1704年にスコットランド枢密院の枢密顧問官に任命された。1708年イギリス総選挙でアバディーンシャー選挙区から出馬して当選したが、スコットランド貴族の長男だったため庶民院議員への被選挙権がないとの裁定が下されて議員の座を失った。その後、1715年ジャコバイト蜂起でエディンバラに逃亡したため、ジャコバイトの一部からの信頼を失った。
1720年4月20日に父が死去すると、アバディーン伯爵の爵位を継承した。1721年6月1日にスコットランド貴族代表議員に選出され、1727年まで務めた。議会で常に野党の一員として活動したため、1727年イギリス総選挙で再選できなかったとされる。
1745年3月30日にエディンバラで死去、2人目の妻との間の息子ジョージが爵位を継承した。

## 家族
1705年頃までにメアリー・レズリー（Mary Leslie、1692年7月 – 1710年1月29日埋葬、第5代リーヴェン伯爵アレクサンダー・レズリーの娘）と結婚、2女をもうけた。
- アン（1709年1月17日 – 1755年4月15日） - 1731年4月2日、第5代ダンフリーズ伯爵および第4代ステア伯爵ウィリアム・ダルリンプル＝クライトンと結婚、子供あり[3]
- メアリー（1710年1月27日 – 1710年2月3日埋葬[3]）

1716年4月25日、スーザン・マレー（Susan Murray、1699年4月15日 – 1725年6月22日、初代アソル公爵ジョン・マレーの娘）と再婚、2男2女をもうけた。
- ジョン（1717年11月30日 – 1717年12月2日埋葬[3]）
- キャサリン（英語版）（1718年10月20日 – 1779年12月16日） - 1741年9月3日、第3代ゴードン公爵コスモ・ゴードンと結婚。1756年3月25日、スターツ・ロング・モーリス（英語版）と再婚[4]
- ジョージ（1722年6月19日 – 1801年8月13日） - 第3代アバディーン伯爵[3]
- スーザン（1725年6月16日埋葬[3]）

1729年12月9日、アン・ゴードン（Anne Gordon、第2代ゴードン公爵アレクサンダー・ゴードンの娘）と再婚、4男2女をもうけた。
- ウィリアム（英語版）（1736年 – 1816年5月25日） - 陸軍軍人、庶民院議員
- コスモ（1783年以降没） - 陸軍軍人、生涯未婚[3]
- アレクサンダー（英語版）（1739年 – 1792年3月13日） - 裁判官。1769年7月26日、アン・ダフ（Anne Duff、1811年8月24日没、ウィリアム・ダフの娘）と結婚、子供あり[3]
- チャールズ（1771年12月13日没） - 陸軍軍人、生涯未婚[3]
- ヘンリエッタ - 1760年3月2日、ロバート・ゴードンと結婚[3]
- エリザベス[3]